# Makari: Sicilijanske tajne
Makari: Sicilijanske tajne (tal. Màkari) je talijanska televizijska serija redatelja Michele Soavi i labavo temeljena na romanima i kratkim pričama Gaetana Savatterija.
U produkciji studija Palomar i Rai Fiction, serija se prikazuje od 15. ožujka 2021. na Rai1. U Hrvatskoj serija se prikazuje na kanalu Diva od 30. svibnja 2022.
Serija je obnovljena za treću sezonu, čije snimanje je počelo u travnju 2023.

## Radnja
Saverio Lamanna je novinar koji je izgubio posao. Odluči se vratiti u svoje rodno mjesto Màkari na Siciliji kako bi se odmorio i pokušao pronaći novi posao. Ubrzo se uplete u misterij smrti mlade žene, i odlučuje istražiti slučaj. U svojim istraživanjima pomažu mu mu lokalni ljudi, uključujući njegovog prijatelja Peppea i njegovu ljubavnicu Suleimu.
Prilikom istraživanja slučaja, Saverio otkriva da u Màkariju ima više misterija nego što je mislio. Upoznaje i mračne strane svog rodnog mjesta, kao i ljude koji su spremni učiniti sve kako bi zaštitili svoje tajne.
U konačnici, Saverio rješava slučaj smrti mlade žene, ali i pronalazi novi smisao života. Shvaća da je Màkari više od samo mjesta za odmor, već i mjesto gdje može početi ispočetka.

## Pregled serije
U Hrvatskoj serija se prikazuje na kanalu Diva gdje je prikazana samo prva sezona.
| Sezona | Epizoda | Talijansko prikazivanje | Talijansko prikazivanje | Hrvatsko prikazivanje | Hrvatsko prikazivanje |
| Sezona | Epizoda | Premijera               | Finale                  | Premijera             | Finale                |
| ------ | ------- | ----------------------- | ----------------------- | --------------------- | --------------------- |
| 1      | 4       | 15. ožujka 2021.        | 29. ožujka 2021.        | 30. svibnja 2022.     | 20. lipnja 2022.      |
| 2      | 3       | 7. veljače 2022.        | 21. veljače 2022.       | 10. siječnja 2024.    | 24. siječnja 2024.    |

### Sezona 1
| Epizoda | Izvorni naziv              | Hrvatski naziv     | Datum prikazivnja                  |
| ------- | -------------------------- | ------------------ | ---------------------------------- |
| 1       | I colpevoli sono matti     | Krivci su ludi     | 15. ožujka 2021. 30. svibnja 2022. |
| 2       | La regola dello svantaggio | Pravilo nedostatka | 16. ožujka 2021. 6. lipnja 2022.   |
| 3       | È solo un gioco            | To je samo igra    | 22. ožujka 2021. 13. lipnja 2022.  |
| 4       | La fabbrica delle stelle   | Tvornica zvijezda  | 29. ožujka 2021. 20. lipnja 2022.  |

### Sezona 2
| Epizoda | Izvorni naziv             | Hrvatski naziv        | Datum prikazivnja                    |
| ------- | ------------------------- | --------------------- | ------------------------------------ |
| 1       | Il delitto di Kolymbetra  | Ubojstvo u Kolymbetri | 7. veljače 2022. 10. siječnja 2024.  |
| 2       | Il lato fragile           | Ranjiva strana        | 14. veljače 2022. 17. siječnja 2024. |
| 3       | Il lusso della giovinezza | Luksuz mladosti       | 21. veljače 2022. 24. siječnja 2024. |

## Glumačka postava
- Claudio Gioè kao Saverio Lamanna
- Domenico Centamore kao Giuseppe "Peppe" Piccionello
- Ester Pantano kao Suleima Lynch
- Antonella Attili kao Marilù
- Filippo Luna kao viši kvestor Giacomo Randone
- Andrea Bosca kao Teodoro Bettini
- Tuccio Musumeci kao Saveriov otac
- Sergio Vespertino kao maršal Guareschi

## Snimanje
Snimanje prve sezone započelo je 6. kolovoza 2020. u Palermu, a nastavilo se u pokrajini Trapani, između glavnog grada, Castellammare del Golfo, San Vito Lo Capo, Erice, Valderice, Marsala, Buseto Palizzolo, u zaljevu Macari, u tonnari Scopello, u mramornim kamenolomima Custonaci, u rezervatu Zingaro i u laguni Stagnone. Posljednja klapa je zavšila 5. prosinca 2021. u zaljevskom gradu.
Serija je obnovljena za drugu sezonu, koja se počela snimati 13. rujna 2021.
Obnova treće sezone postaje službena, čije je snimanje započelo 11. travnja 2023.

## Glazba
Instrumentalne pjesme sklada Ralf Hildenbeutel, dok pjesmu uvodne glazbe pod nazivom Màkari, interpretira glazbena skupina Il Volo, a skladao ju je Ignazio Boschetto, član grupe.
Deluxe soundtrack prve sezone objavio je Sony/ATV Music Publishing,  22. travnja 2021., soundtrack druge sezone, 9. veljače 2022.

## Vanjske poveznice
- Službena stranica na palomaronline.com (tal.)
- Službena stranica na raiplay.it (tal.)
- Màkari u internetskoj bazi filmova IMDb-a (engl.)